# Crotalaria rigida
Crotalaria rigida là một loài thực vật có hoa trong họ Đậu. Loài này được B.Heyne miêu tả khoa học đầu tiên.